# Сент-Люсия
Сент-Люси́я (англ. Saint Lucia [ˌseɪnt ˈluːʃɪə], прослушатьо файле) — островное государство, расположенное на одноимённом острове в Наветренных островах Вест-Индии между островами Сент-Винсент и Мартиника. Остров омывается с севера проливом Сент-Люсия, с юга — проливом Сент-Винсент, которые соединяют Карибское море с акваторией Атлантического океана. Площадь территории составляет 616 км². Столица государства — город Кастри.

## История
Сент-Люсия была открыта Колумбом 13 декабря 1502 года в День святой Люсии.
Первые попытки основать постоянное поселение предпринимались англичанами в период с 1605 по 1638, однако были неудачны из-за сопротивления местных жителей — воинственных индейцев карибов. В ноябре 1640 года капитан Филип Белл докладывал в Лондон с Барбадоса: «В Вест-Индии недалеко от Барбадоса есть остров, называемый Санта-Люсия. В последнее время им завладели англичане, которые сейчас сильно нуждаются в еде, одежде, оружии и амуниции. Всё это им необходимо для того, чтобы иметь возможность не только продержаться на острове, но и сохранить его за собой в борьбе против врагов и индейцев». В связи с этим на остров были направлены 140 колонистов. Однако эта затея не увенчалась успехом: в результате нападения местных жителей был убит губернатор и многие англичане. Лишь немногие выжившие сумели добраться до Барбадоса и Сент-Киттса.
Заключив договор с аборигенами, французы смогли основать перевалочную базу в 1643. Французы основали поселение в 1650. В 1651 году губернатор Мартиники Дидель дю Парк утвердил губернатора острова. С середины XVII века начался массовый ввоз африканских рабов для работ на сахарных плантациях. Со временем в составе населения стали доминировать африканцы и мулаты.
Сент-Люсия был сценой непрекращающегося конфликта между Англией и Францией, он переходил из рук в руки, привлекая своей удобной бухтой Кастри.
В 1664 году захвачен Англией.
В 1666 году возвращён Францией.
В 1723 году захвачен Британией.
В 1756 году возвращён Францией.
В 1762 году захвачен Британией.
В 1763 году возвращён Францией.
В 1778 году захвачен Британией.
В 1783 году возвращён Францией.
В 1796 году захвачен Британией.
В 1802 году возвращён Францией.
В 1803 году Сент-Люсию в очередной раз захватили англичане. 
В 1814 остров, в соответствии с Парижским договором, отошёл к Великобритании, превратившись в её колонию.
В 1834 году британские колониальные власти отменили рабство на острове.
С 1838 году остров Сент-Люсия входил в состав британской колонии Наветренные Острова.
В 1958—1962 годах в составе Вест-Индской Федерации.
В 1967 году Сент-Люсия получила статус ассоциированного с Великобританией государства и получила право самоуправления во внутренних делах.
Полная независимость была предоставлена Сент-Люсии 22 февраля 1979 года.
В 2012—2013 годы Сент-Люсия вошла в состав альянса АЛБА.

## Политическая структура
Сент-Люсия — член Содружества наций, глава государства — король Великобритании (сейчас — Карл III), представленный генерал-губернатором. По конституции, им может быть любой гражданин Содружества, назначаемый по воле монарха. На практике, на этот пост назначается обычно местный уроженец, по рекомендации главы правительства страны.
Генерал-губернатор (с 11 ноября 2021 года — и. о. Эррол Чарльз) даёт поручение сформировать правительство и утверждает его состав после одобрения парламентом, назначает членов Сената, по рекомендации премьер-министра распускает парламент и назначает новые выборы, подписывает законы и утверждает назначение высших государственных чиновников.
Законодательная власть двухпалатного парламента. Верхняя палата — Сенат (11 мест). 6 сенаторов назначаются по рекомендации премьер-министра, 3 — по рекомендации лидера оппозиции, 2 — по рекомендации религиозных, экономических и социальных групп. Нижняя — Палата собрания (17 депутатов, избираемых населением на 5-летний срок).
Исполнительная власть принадлежит правительству — кабинету министров. Во главе его стоит премьер-министр. На этот пост обыкновенно назначается после выборов лидер партии или коалиции, обладающей большинством в Палате собрания.
Основные политические партии:
- Лейбористская партия Сент-Люсии — 13 мест в Палате собрания;
- Объединённая рабочая партия — 2 места в Палате собрания.

Также имеются непредставленные в парламенте — Национальный Альянс, Партия Свободы Сент-Люсии и Национальная партия зелёных.

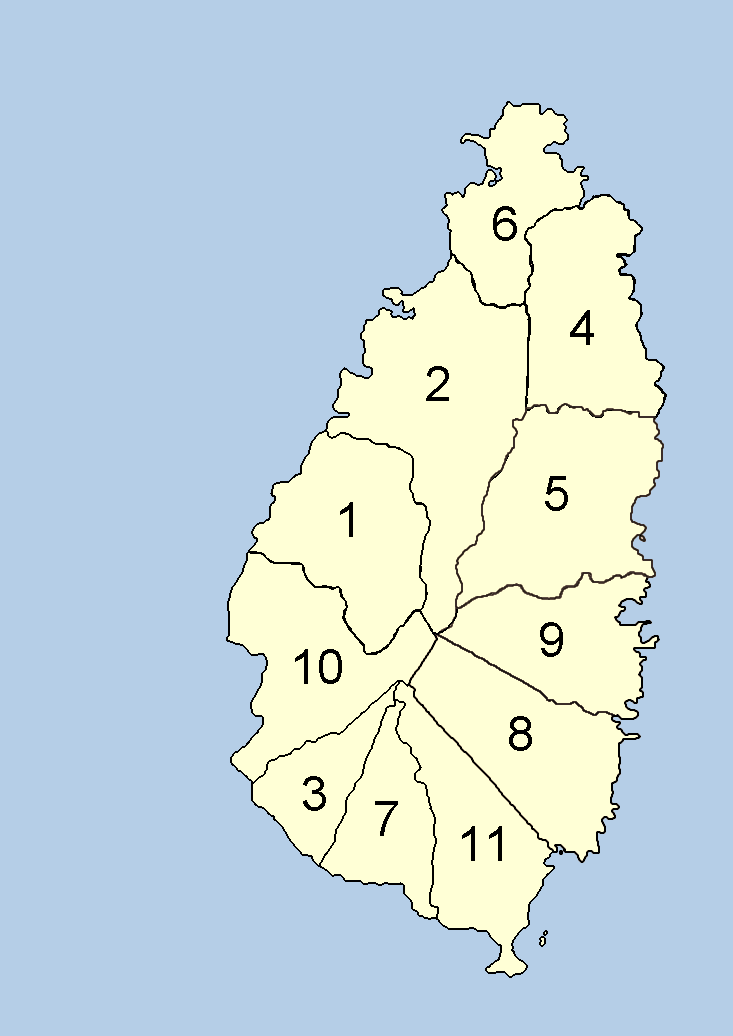
Административное деление Сент-Люсии

## Административное деление
В административном отношении страна подразделяется на 11 приходов. В каждом из них имеются органы местного самоуправления — городские и деревенские советы и управления.
1. Анс-ла-Рей
2. Кастри
3. Шуазёль
4. Дофен
5. Деннери
6. Гроз-Иле
7. Лабори
8. Мику
9. Прален
10. Суфриер
11. Вьё-Фор

## Географические данные

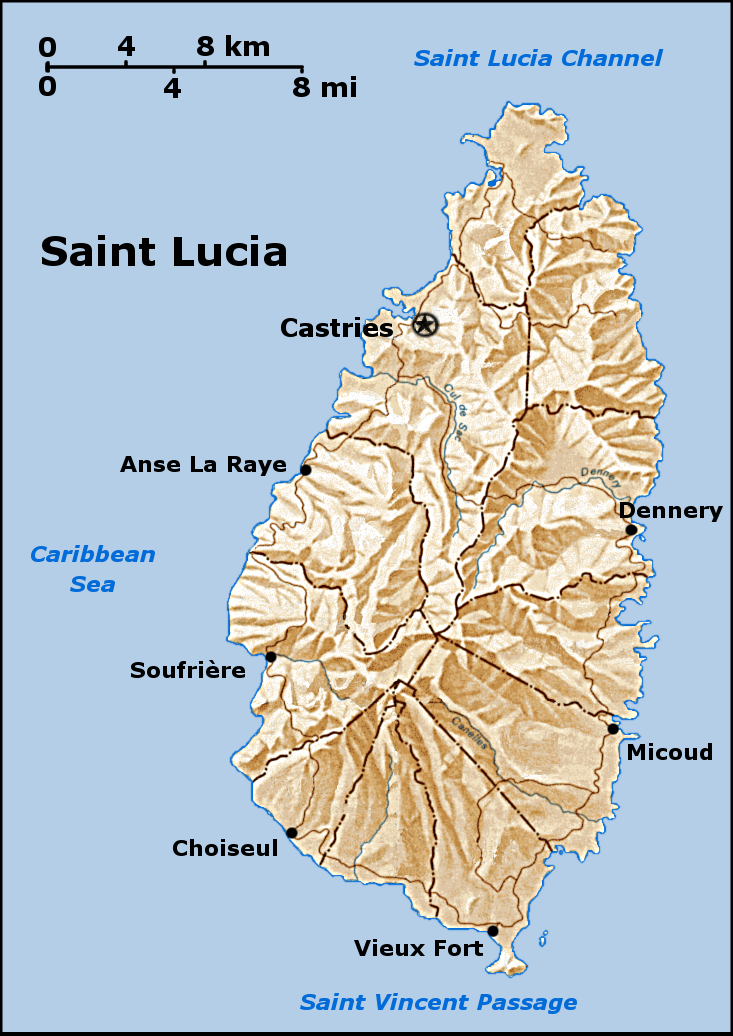
Карта Сент-Люсии

Государство Сент-Люсия расположено на одноимённом острове в составе архипелага Малые Антильские острова. На севере граничит с островом Мартиника (по проливу Сент-Люсия), на юге — со входящим в состав государства Сент-Винсент и Гренадины островом Сент-Винсент (по одноимённому проливу). С востока омывается водами Атлантического океана, с запада — Карибского моря (общая протяженность береговой линии 158 км).
Каплевидный в плане остров имеет размеры примерно 44 км в длину и 23 км в ширину при общей площади в 617 км² (второй по величине в южной группе Наветренных островов).
Остров Сент-Люсия имеет вулканическое происхождение, а потому более горист, чем большинство других островов Карибского моря. По сути, он представляет собой вершину древней вулканической группы, чьи конусы образуют основные горные вершины страны.
По всей длине острова, с севера на юг, тянется центральная горная цепь Барр-де-Л’Иль-Ридж с высотами от 400 до 900 м, достигая самой большой высоты на горе Жими (950 м) и в вулканическом массиве Питон (Грос-Питон — 797 м, Пти-Питон — 750 м, Морн-Бонин — 640 м) на юго-западе. В этом же районе в изобилии встречаются следы активной вулканической деятельности — горячие серные источники, эродированные лавовые поля, выходы газа, отложения серы. Склоны вулканического массива заросли пышными тропическими лесами, а многочисленные короткие реки формируют широкие и плодородные долины.

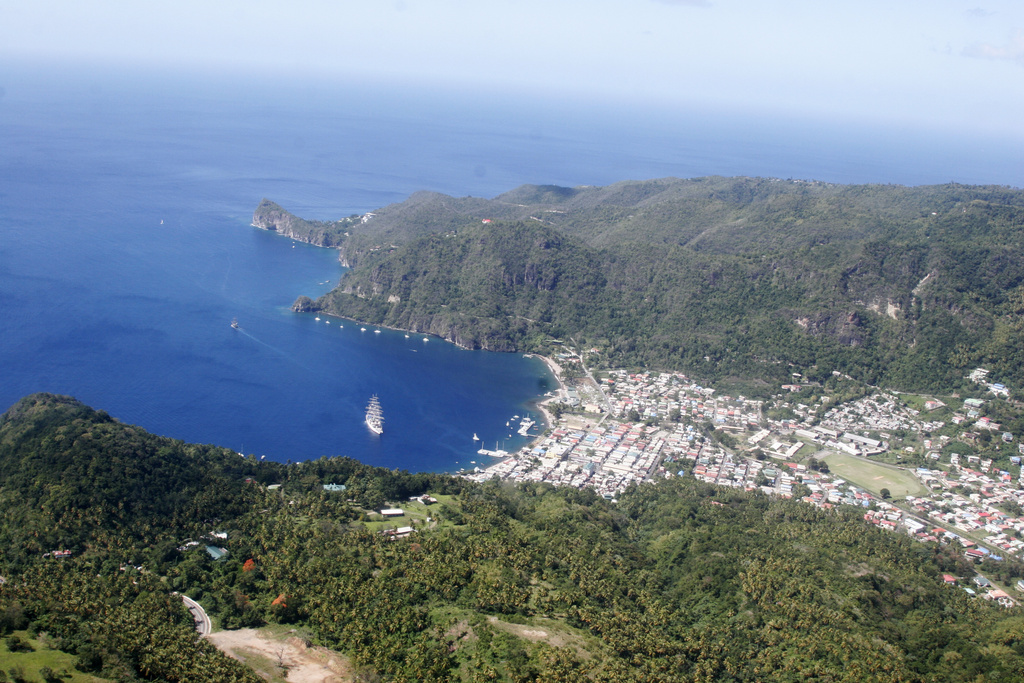
Залив Мариго-Харбор с городом Мариго-Бей

Побережье острова образовано неширокой полосой прибрежной низменности и сильно изрезано. Юго-восточные и северо-западные берега образуют некое подобие шхерного района с многочисленными заливами и бухтами, обрамленными множеством крохотных рифов.
Климат тропический пассатный; морские ветры смягчают жару. Среднемесячные температуры 18—26 °С, осадков от 1500 до 3000 мм в год. Сухой сезон с января по апрель; дождливый с мая по август. В любое время года возможны мощные, но кратковременные проливные дожди, приходящиеся обычно на конец дня. Нередки разрушительные тропические ураганы, особенно частые в конце лета.
На острове произрастает около 400 видов растений, причём во многих местах пальмы, всевозможные кустарники, орхидеи и другие экзотические цветковые вроде антуриума, образуют плотный ковер, покрывающий склоны гор, долины, русла рек и даже обочины дорог. Южные и юго-восточные склоны гор покрыты сухими лесами с преобладанием кустарниковой субтропической растительности. Местная фауна включает в себя эндемичную земляную ящерицу, амазонского переливчатого попугая и двух грызунов — агути и манику, распространенных по всему острову.
Многочисленны охраняемые природные территории:
- национальный парк Пиджен-Айленд (основан в 1979 году), в котором собраны практически все растения, произрастающие на острове, а также редкие виды птиц;
- заповедник Фригэт-Айленд, лежащий на середине восточного побережья, в северной части залива Пралин-Бей, является участком гнездовий многочисленных фрегатов, цапель и пары видов редких местных птиц: голубя Рамье и санталюсийской иволги;
- заповедник Мария-Айленд, лежащий восточнее Вье-Фор, является единственной средой обитания коровьей змеи «куве», одной из редчайших разновидностей ужей, а также редкой земляной ящерицы «зандоли-те» (ящерица Марии);
- национальный парк Рейнфорест (Сент-Люсия-Сентрал-Форест-Ресерв-энд-Рейнфорест) охватывает 19 000 акров пышных гор и долин у подножия пика Морн-Гими и является домом для гигантских папоротников, орхидей, райских птиц и многих видов местных деревьев.
- заповедник Манкоте-Мангрув, расположенный на юго-восточном побережье острова, севернее Сейблз-Пойнт, является последним местом произрастания естественных мангровых лесов на острове.

## Экономика

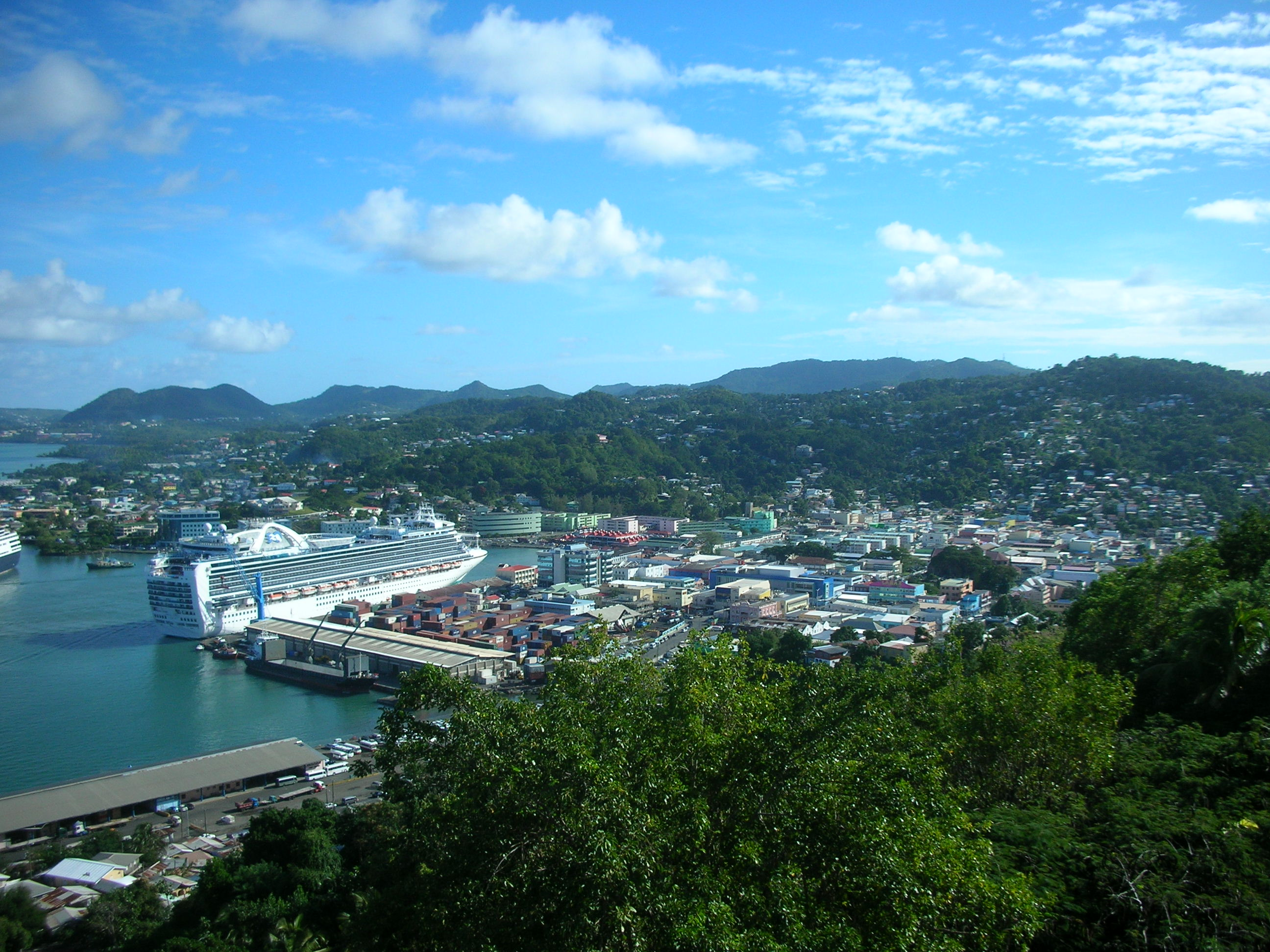
Экономика Сент-Люсии базируется на туризме

Экономика Сент-Люсии базируется на туризме и офшорном бизнесе. В 2008 ВВП составил, по оценке, 1,8 млрд долл. США, или приблизительно 11,1 тыс. долл. США на душу населения. Распределение ВВП по отраслям: сельское хозяйство — 5 %, промышленность — 15 %, сфера услуг — 80 %. Реальный рост ВВП в 2008 снизился до 1,7 %.
Уровень инфляции в 2007 — 1,9 %; уровень безработицы в 2003 достигал 20 %. Структура занятости в 2002: сельское хозяйство — 22 %, промышленность и торговля — 25 %, сфера услуг — 54 %.
Главные традиционные отрасли экономики — обслуживание туристов и сельское хозяйство. Основная культура — бананы; выращиваются также кокосовые орехи, манго, какао, цитрусовые, виноград, сахарный тростник.
Отмена ЕС режима благоприятствования и растущая конкуренция со стороны производителей бананов в Латинской Америке продиктовали необходимость диверсификации экономики острова. Страна стала привлекать иностранные капиталовложения, особенно в офшорную банковскую сферу и индустрию туризма. Для тех, кто готов осуществить вклад в Национальный экономический фонд на безвозвратной основе имеется возможность приобретения гражданства Сент Люсии. Промышленный сектор является наиболее разнообразным из всех стран Восточнокарибского региона. Правительство пытается также оживить банановую отрасль. Пойнт-Серафин (полуостров Виги, Кастри) — самый большой комплекс беспошлинной торговли в странах Карибского моря.
Входит в международную организацию стран АКТ.
В Сент-Люсии развита переработка агросырья, производство тканей, одежды, мебели, картонной тары, сигарет, готовой одежды, батареек и электронных приборов, напитков. Сборка электронных компонентов; производство стройматериалов. Транзитный нефтяной терминал и нефтеперерабатывающий завод. Ведется рыбный промысел, продукция которого поступает на внутренний рынок.
Экспорт: бананы, какао-бобы, кокосовые орехи, копра, кокосовое масло и разнообразные тропические фрукты, а также одежда и игрушки. Объём экспорта в 2006 составил 288 млн долларов США; основные партнёры по экспорту — Великобритания, США, страны Карибского сообщества. Импортируются (791 млн долларов США в 2006) продовольствие, промышленные товары, автомобили и оборудование, топливо в основном из Бразилии, США, Великобритании, стран Карибского сообщества, Японии и Канады.
Активно развивающийся иностранный туризм обеспечивает примерно 50 % валютных поступлений. Ежегодно страну посещают около 300 тыс. туристов.

## Население

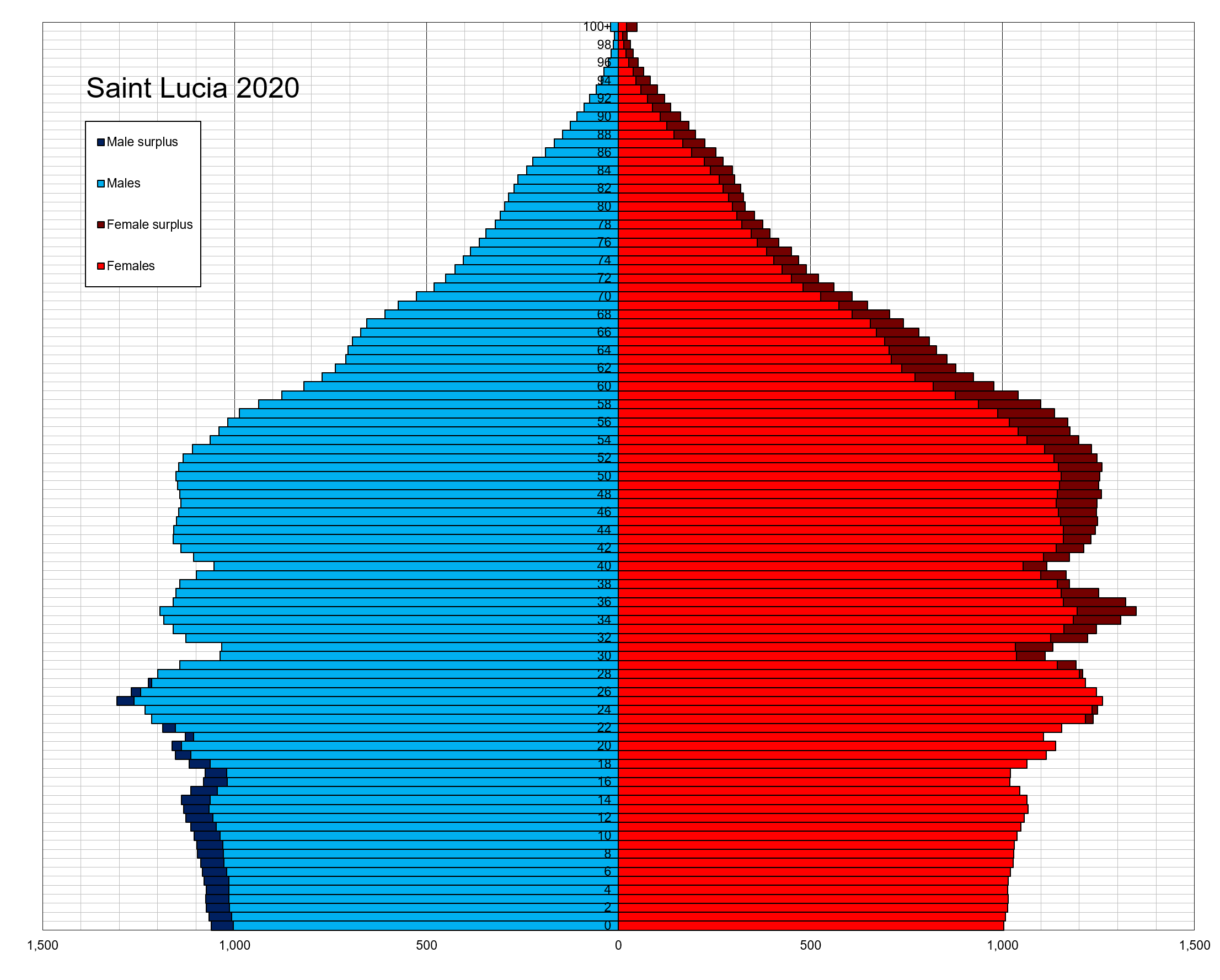
Возрастно-половая пирамида населения Сент-Люсия на 2020 год

Основная статья: Население Сент-Люсии
Численность населения — 165 595 жителей (перепись 2010); 178 000 (оценка 2016 г.)
Годовой прирост — 0,4 %.
Рождаемость — 14,8 на 1000 (фертильность — 1,82 рождений на женщину);
Смертность — 6,9 на 1000;
Эмиграция — 3,9 на 1000.
Этно-расовый состав: негры 85,3 %, мулаты 10,8 %, индийцы 2,2 %, европейцы 0,6 % (по переписи 2010).
По отношению к религии: католики 67,5 %, адвентисты 8,5 %, пятидесятники 5,7 %, англикане 2 %, евангелисты 2 %, другие христиане 5,1 %, растафариане 2,1 %, другие 2,6 %, атеисты 4,5 % (по переписи 2001).
Официальный язык — английский; среди значительной части населения распространён патуа (местный креольский язык на основе французского).
| 1991    | 2001    | 2010    |
| ------- | ------- | ------- |
| 133 308 | 156 733 | 165 595 |

| Возраст         | Мужчин | Женщин | Всего |
| --------------- | ------ | ------ | ----- |
| от 0 до 14 лет  | 27     | 26     | 24,6% |
| от 15 до 64 лет | 51     | 53     | 63,7% |
| 65 лет и выше   | 3      | 5      | 5,2%  |

| Показатель                            | Мужчин | Женщин | Всех |
| ------------------------------------- | ------ | ------ | ---- |
| Средний возраст населения (лет)       | 29,3   | 31,4   | 30,3 |
| Средняя продолжительность жизни (лет) | 74,0   | 79,5   | 76,7 |
| Уровень грамотности, % (2001)         | 89,5   | 90,6   | 90,1 |

## Культура
Самой заметной фигурой в культурной истории Сент-Люсии является поэт и драматург Дерек Уолкотт, лауреат Нобелевской премии по литературе 1992 года.

## Кухня
Кухня Сент-Люсии имеет общие черты с кухнями других стран Карибского бассейна. Представляет собой сочетание французских, восточно-индийских и британских блюд с широким использованием местных овощей и фруктов. Бананы, плоды хлебного дерева и солёная рыба являются любимой едой местных жителей. Национальные блюда включают figs and saltfish — из зелёных бананов и солёной рыбы. Буйон (bouyon): суп или рагу из красной фасоли с мясом, измельчёнными местными клубнями, овощами. Суп из листьев каллалу (callaloo). Аккра (accra) — жареная закуска, состоящая из муки, яиц, приправ и солёной рыбы.

## Войска
Сент-Люсия не имеет регулярной армии. Специальная служба и береговая охрана находятся под командованием королевской полиции Сент-Люсии. Вооруженные силы Соединенных Штатов считают Сент-Люсию страной-партнером в Карибском бассейне.

## Спорт
На острове финиширует ежегодная трансатлантическая регата. Президент Олимпийского комитета Сент-Люсии Ричард Петеркин (род. 1948) в 2009 году был избран в состав Международного олимпийского комитета.
На летних олимпийских играх 2024 года спортсменка из Сент-Люсии Джульен Альфред выиграла золотую медаль в забеге на 100 метров, что стало сенсацией соревнований. До этого страна не имела ни одной медали, хотя участвовала в олимпиадах с 1996 года.

## Прочее
Внешняя политика — общий курс Сент-Люсии в международных делах. Внешняя политика регулирует отношения Сент-Люсии с другими государствами. Реализацией этой политики занимается министерство иностранных дел Сент-Люсии.
Транспорт. Развито автомобильное сообщение. Все крупные населённые пункты связаны с морскими портами и столицей кольцевой дорогой. Из 1210 км автомобильных дорог только 63 км имеет твердое покрытие. Функционируют два аэропорта.
Образование. Почти во всех населённых пунктах имеются государственные начальные школы. Около 20 средних государственных школ, 10 частных школ, колледж, а также филиал Вест-Индского университета.
Профсоюзы. Основные — Национальный союз трудящихся, Профсоюз моряков и портовых рабочих Сент-Люсии, Союз рабочих Сент-Люсии.
Вооружённые силы. Кроме королевских полицейских частей имеются подразделения специальных сил и Береговая охрана.
Здравоохранение. Существует Национальная схема здравоохранения, в стране имеется несколько больниц.

## Галерея

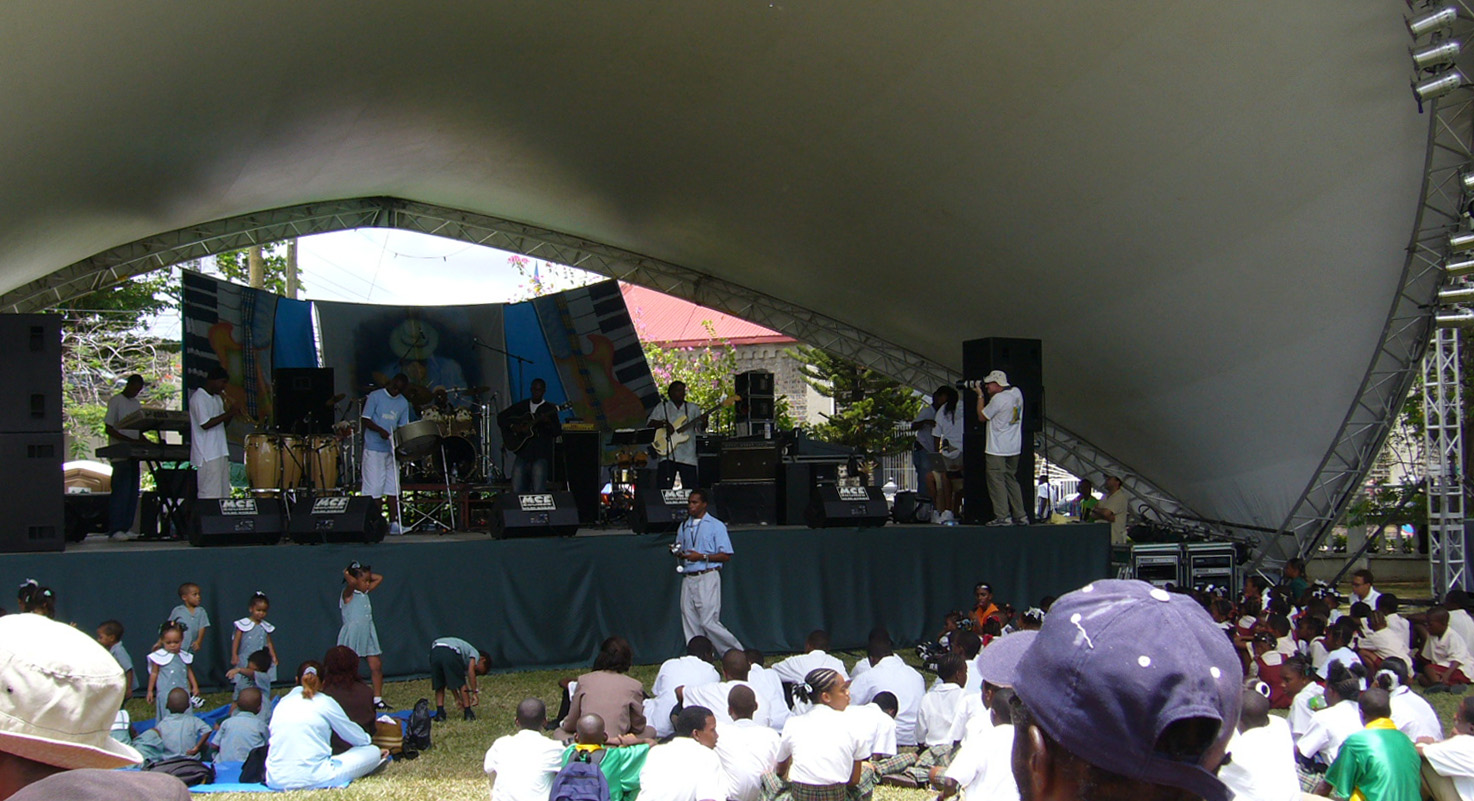
Фестиваль джаза в Кастри
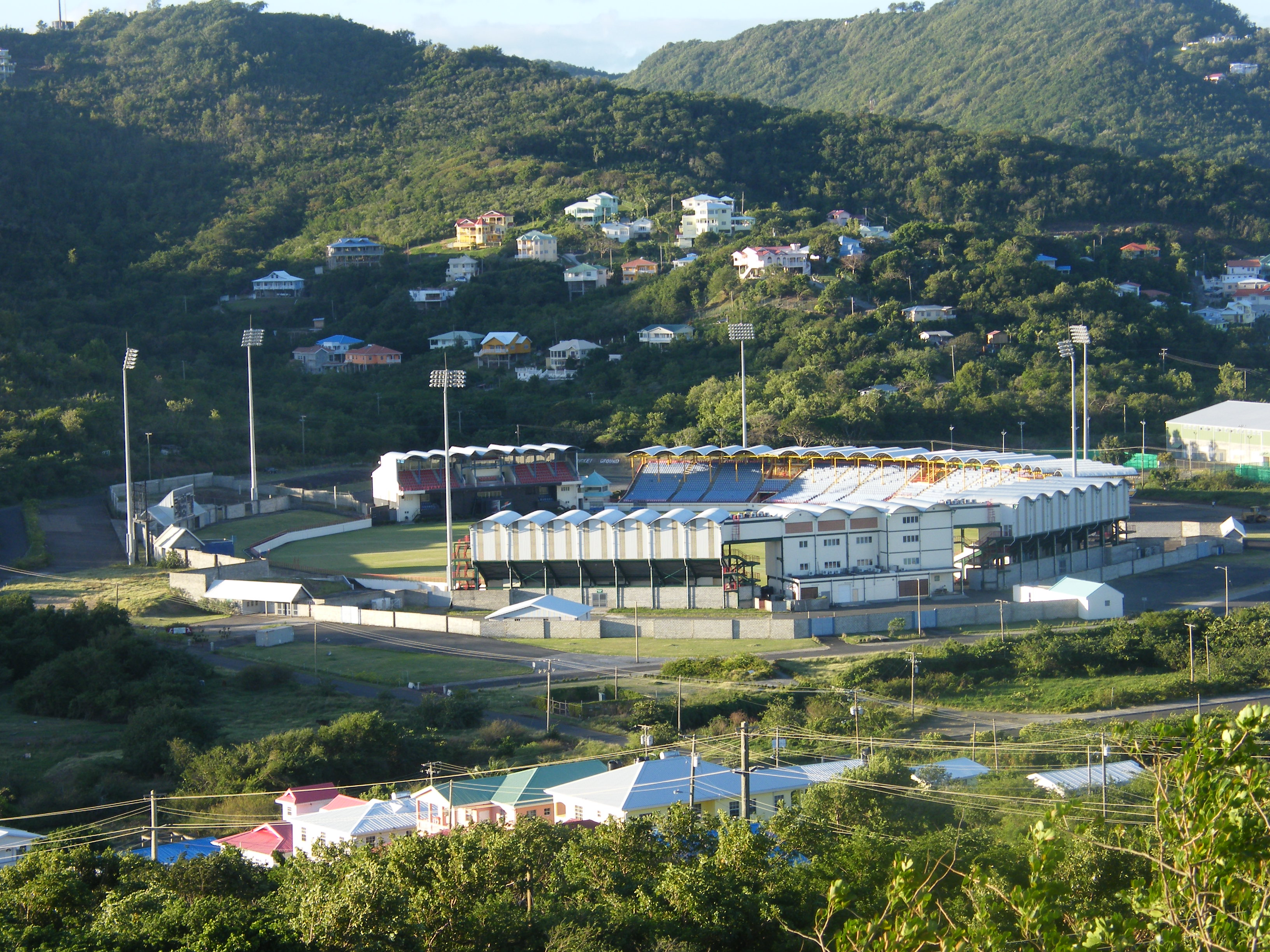
Стадион «Босежур»
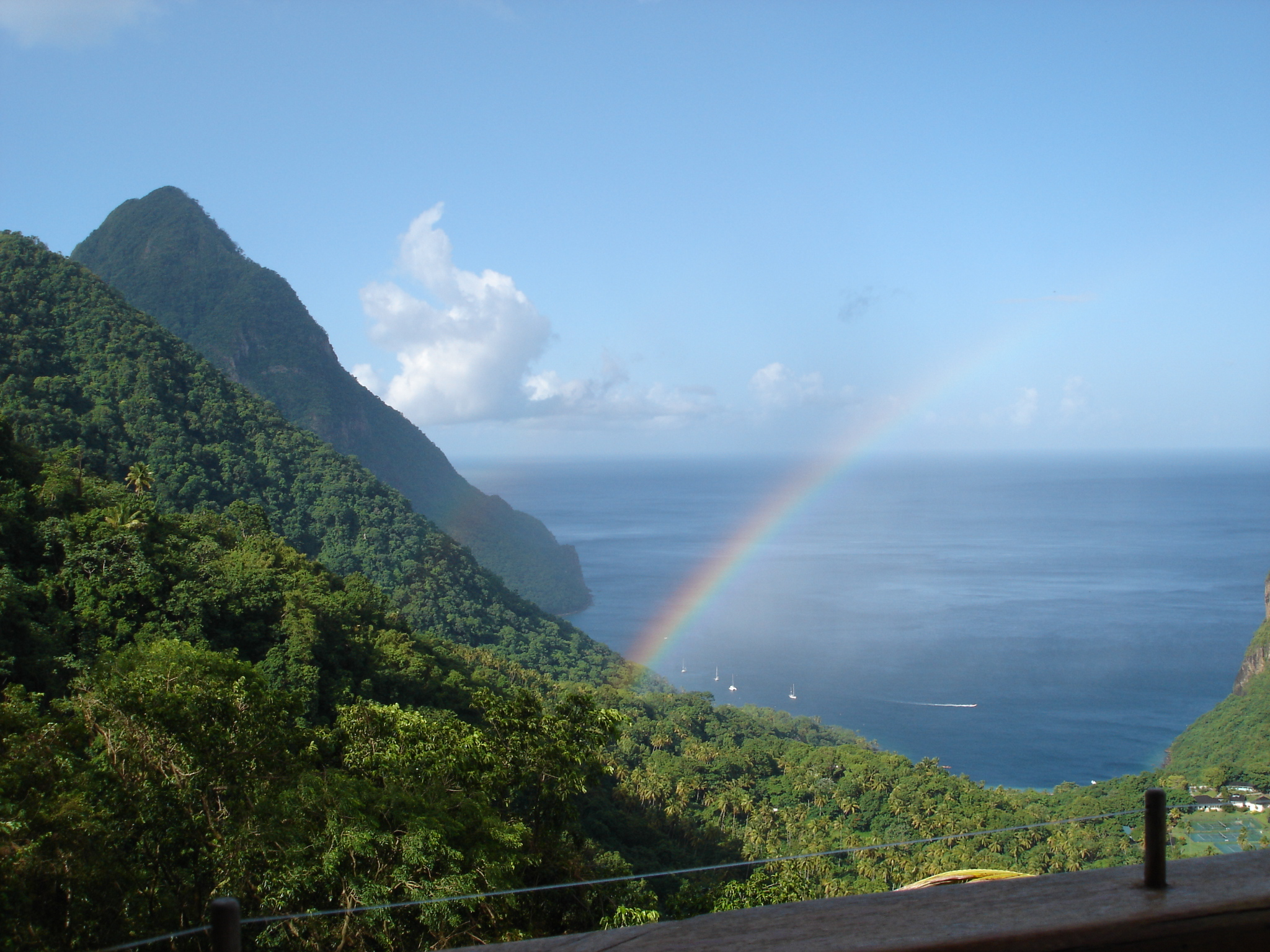
Вид на Грос-Питон
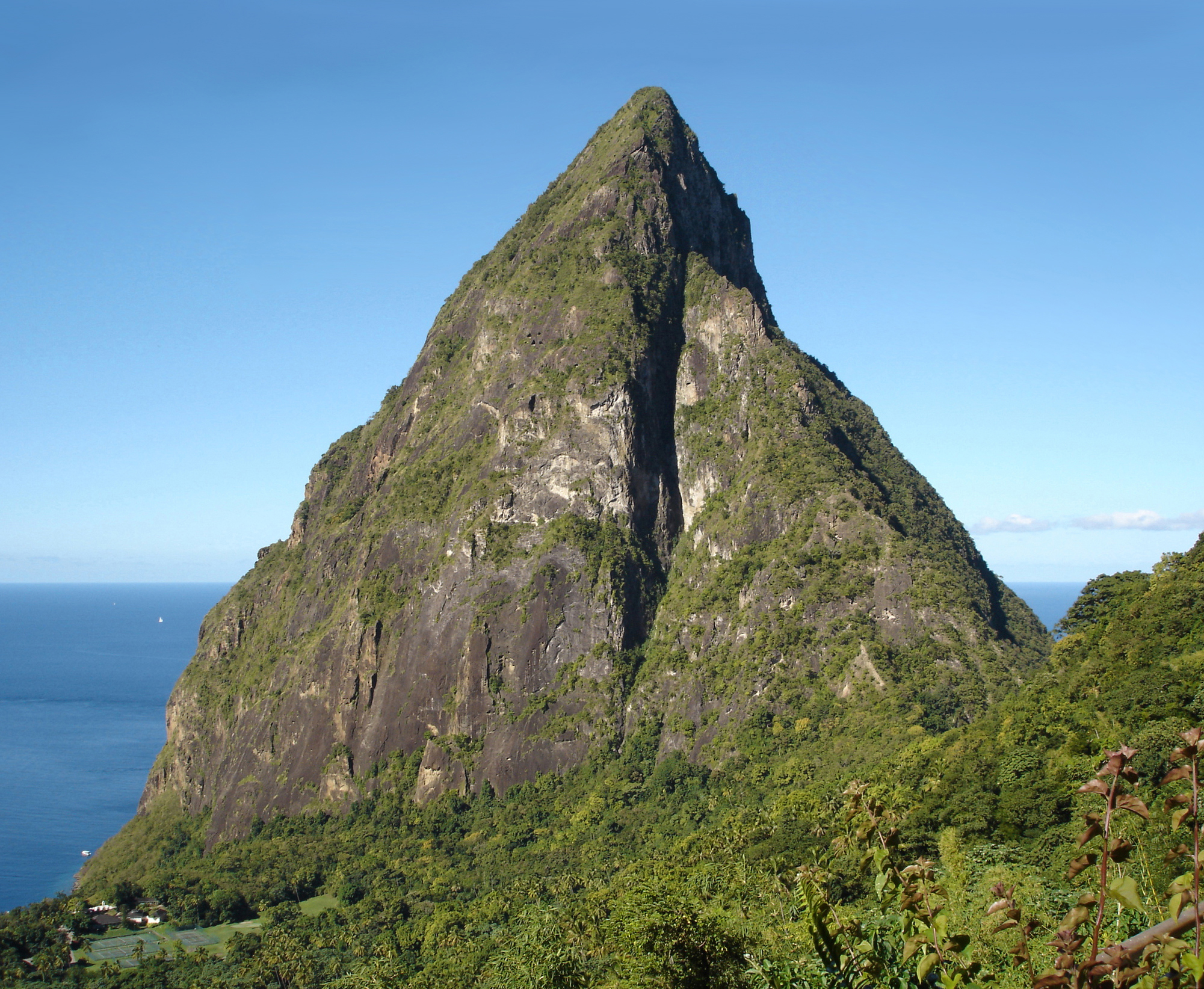
Пти-Питон. Вид из ресторана «Ладера»
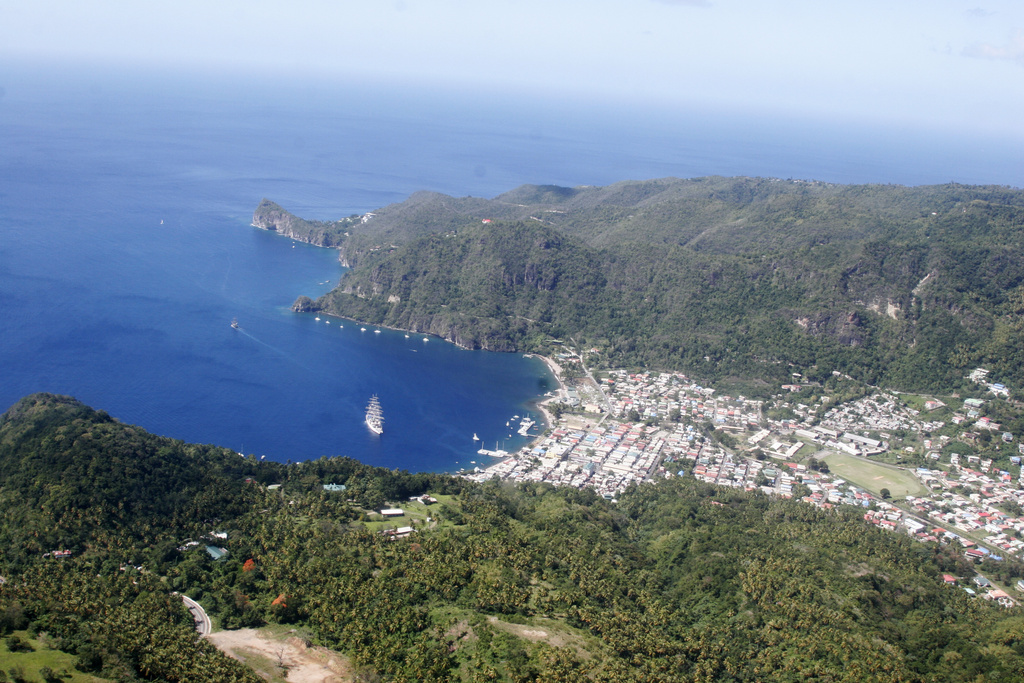
Суфрье Бэй
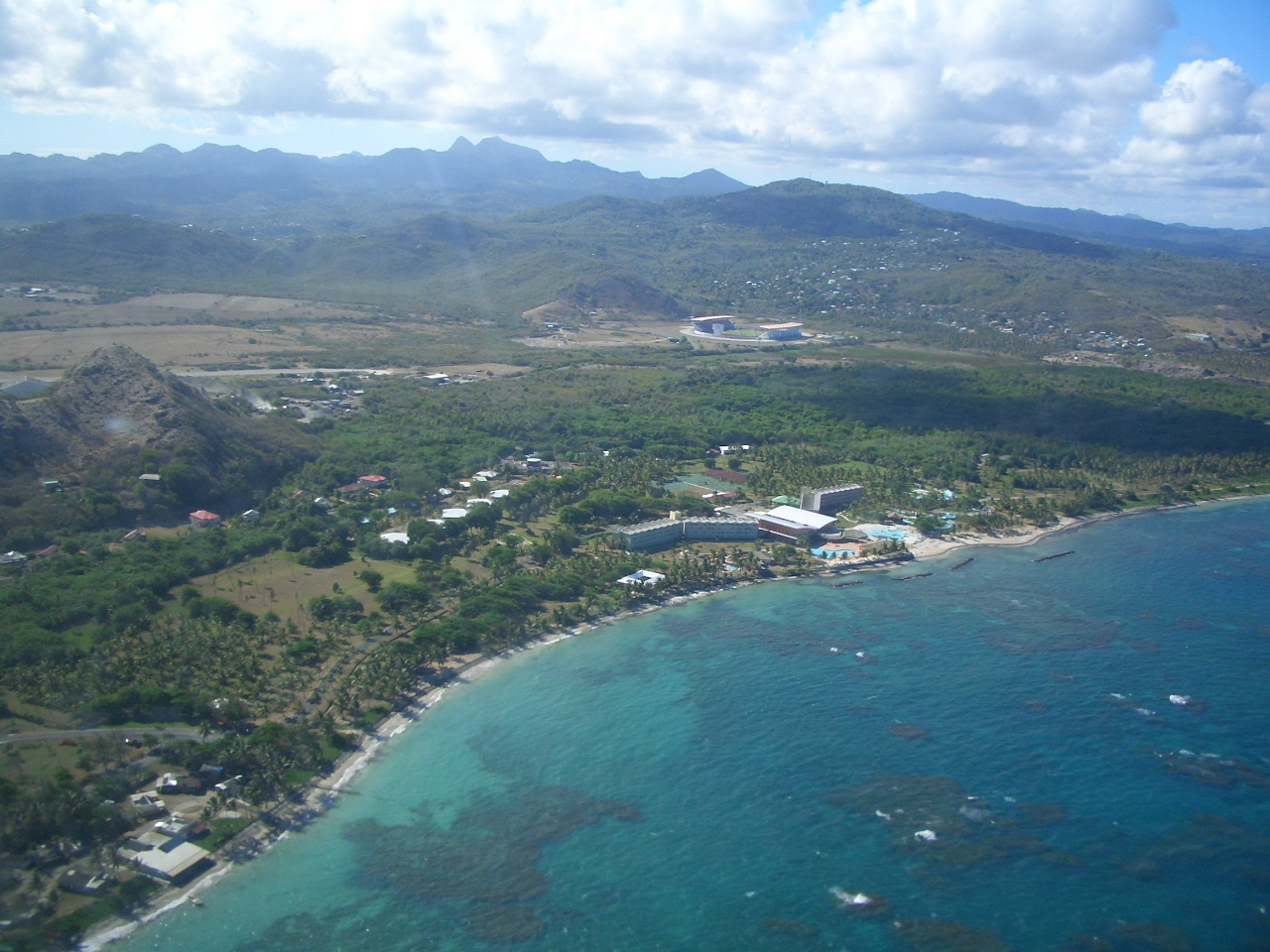
Вид Хилтопа с воздуха
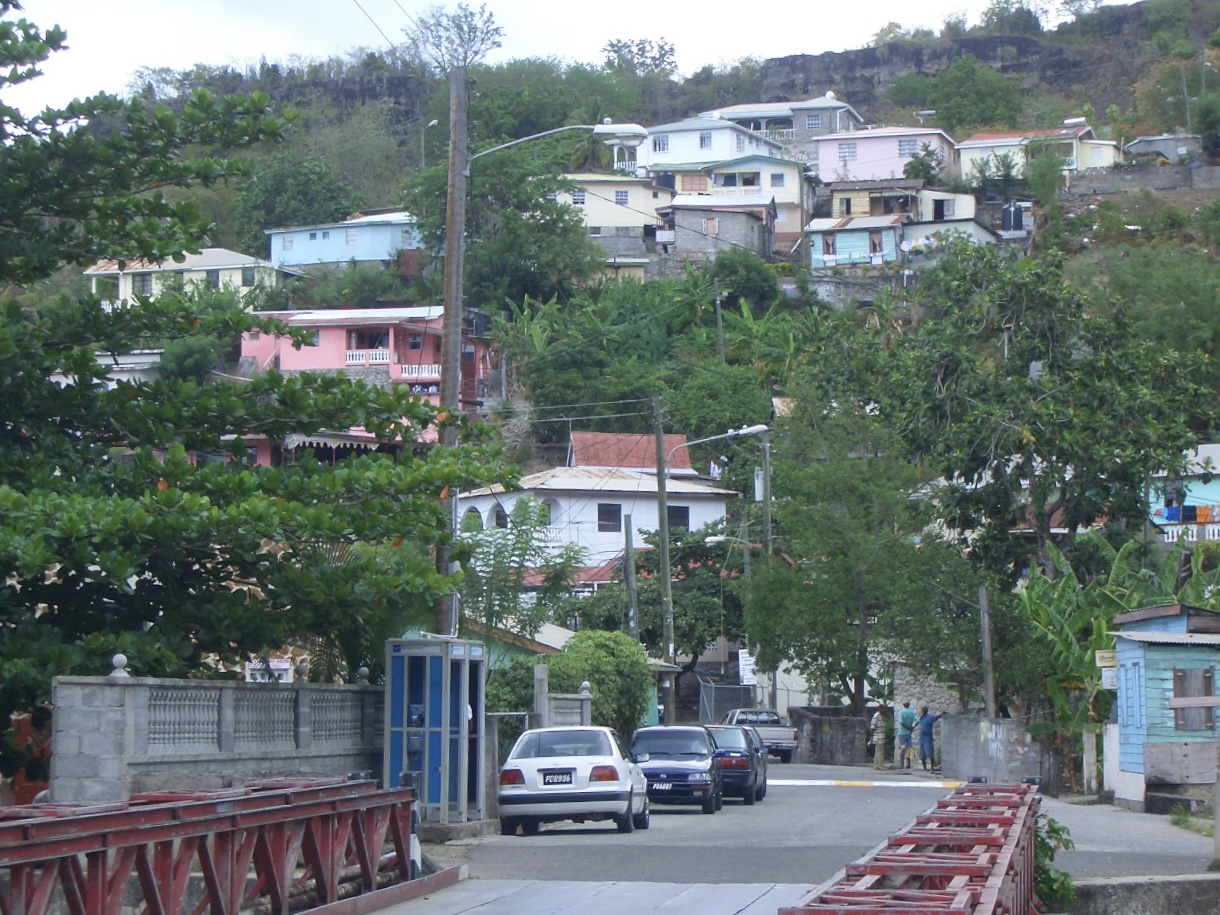
Деревня Канары. Сент-Люсия
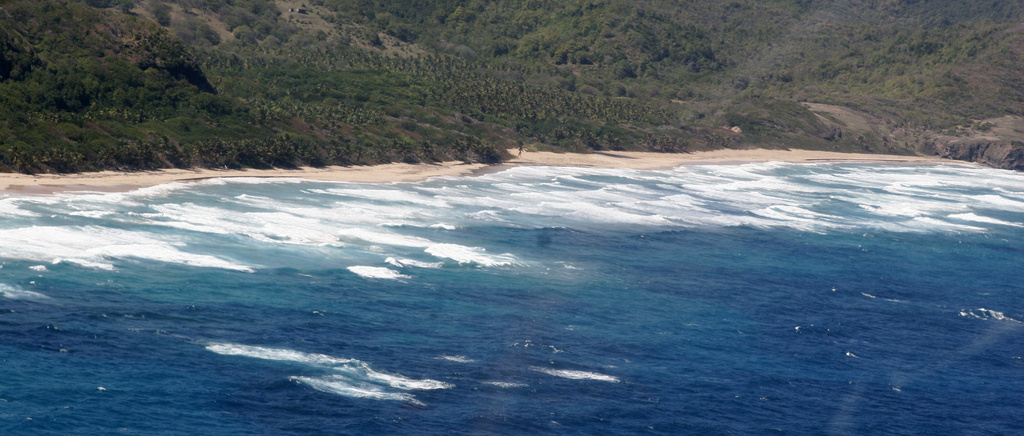
Пляж
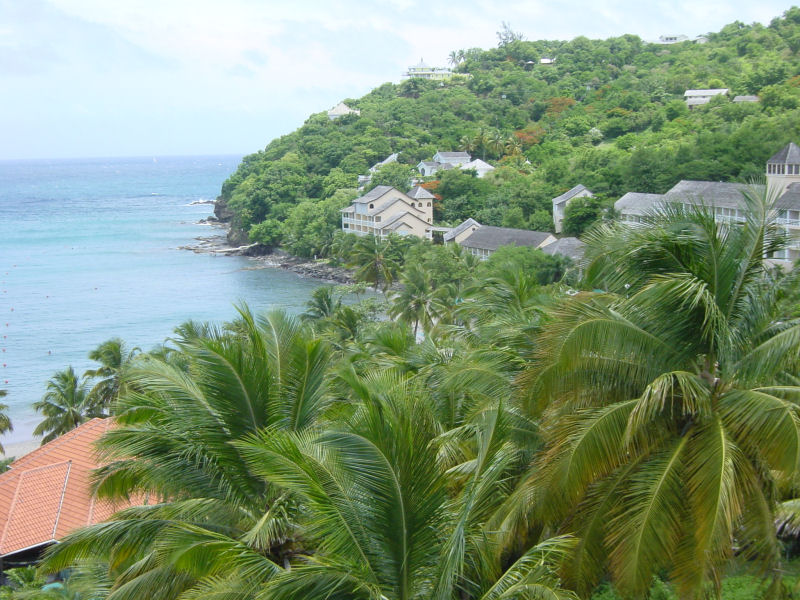
Ле Спорт